# Karl von Pelchrzim
Karl Gottlieb von Pelchrzim, auch Pelchrzim und Trzenkowitz (* 14. Juli 1742 in Goldmannsdorf; † 9. Februar 1807 in Neisse) war ein preußischer Generalmajor.

## Leben

### Herkunft
Karl entstammte dem alten schlesischen Adelsgeschlecht von Pelchrzim. Er war der Sohn des preußischen Kapitäns Georg Franz von Pelchrzim und Trzankowitz und dessen Ehefrau Magdalene, geborene Freiin von Soczynsky. Sein Vetter war der preußische Generalmajor Gottlieb Julius von Pelchrzim und Trzankowitz (1717–1788).

### Militärkarriere
Pelchrzim war seit Ende April 1757 zunächst Kadett in Berlin. Am 8. Februar 1760 wurde er als Gefreiterkorporal im Infanterieregiment „von Lestwitz“ angestellt. Dort avancierte er zum Fähnrich und nahm während des Feldzuges 1760/63 an den Schlachten bei Liegnitz und Torgau, dem Gefecht bei Adelsbach sowie der Belagerung von Dresden teil. Bis 1. Dezember 1776 stieg Pelchrzim zum Stabskapitän auf und nahm zwei Jahre später als Kapitän und Kompaniechef am Bayerischen Erbfolgekrieg teil. Nach seiner Beförderung zum Major am 24. März 1786 folgte am 29. Juni 1788 die Ernennung zum Kommandeur des Grenadierbataillons. In dieser Stellung stieg Pelchrzim am 15. Januar 1793 zum Oberstleutnant auf und führte sein Bataillon 1794/95 bei der Niederschlagung des Kościuszko-Aufstandes in Polen. Als Oberst wurde er schließlich am 6. Februar 1797 zum Regimentskommandeur ernannt. König Friedrich Wilhelm III. ernannte Pelchrzim am 9. September 1800 zum Chef des Infanterieregiments „von der Marwitz“. In dieser Stellung wurde er am 20. Mai 1801 mit Patent vom 30. Mai 1801 zum Generalmajor befördert.

### Familie
Pelchrzim heiratete in erster Ehe am 31. Januar 1781 in Breslau Juliane Friederike Waltsgott (* 3. Juni 1745; † 28. Dezember 1789 in Breslau), Gutsherrin auf Sacherwitz. Nach ihrem Tod heiratete er am 5. August 1795 in Krzeszowice Wilhelmine Charlotte Friederike, geborene von Scheurich, verwitwete von Pilgersheim (* 20. August 1765 in Bukowitsch, Landkreis Trebnitz; † 18. Januar 1816 in Breslau). Aus dieser Ehe ging die Tochter Friederike Xaverie Sophie Emilie (* 1796 in Warschau) hervor.